# Vomp
Vomp est une commune autrichienne du district de Schwaz dans le Tyrol.

## Jumelage
Nazelles-Négron (France) depuis 1988